# Christopher Ogbonna Kanu
Christopher Kanu (Owerri, 4 de desembre de 1979 és un futbolista nigerià, que ocupa la posició de defensa. És germà del també futbolista Nwankwo Kanu.
Format al planter de l'AFC Ajax i de l'Inter de Milà, comença la seua carrera a les files del conjunt d'Amsterdam, que el cedira a equips de Suïssa, País Basc i Països Baixos. Després de deixar l'Ajax el 2002, la seua carrera ha prosseguit per equips modestos, destacant al conjunt nigerià de l'Eagle Cement, amb qui ha sumat 184 partits i 9 gols.

## Proves
La carrera del defensa nigerià s'ha caracteritzat per fer proves o trials en un bon nombre d'equips europeus:
- 2002 TOP Oss
- 2003 Peterborough United
- 2005 Queens Park Rangers FC
- 2005 Millwall FC
- 2005 Dagenham and Redbridge FC
- 2005 Esbjerg fB
- 2005 Barnet FC
- 2006 Odd Grenland
- 2006 Stevenage Borough FC
- 2006 IFK Mariehamn
- 2007 HJK Helsinki
- 2007 A.F.C. Bournemouth
- 2008 Aldershot Town
- 2009 Stampede

## Internacional
Ha estat internacional amb la selecció de Nigèria en tres ocasions.